# Koronadal
Koronadal è una città componente delle Filippine, capoluogo della Provincia di South Cotabato, nella Regione di Soccsksargen.
Koronadal è formata da 27 barangay:
- Assumption (Bulol)
- Avanceña (Bo. 3)
- Cacub
- Caloocan
- Carpenter Hill
- Concepcion (Bo. 6)
- Esperanza
- General Paulino Santos (Bo. 1)
- Mabini
- Magsaysay
- Mambucal
- Morales
- Namnama
- New Pangasinan (Bo. 4)

- Paraiso
- Rotonda
- San Isidro
- San Jose (Bo. 5)
- San Roque
- Santa Cruz
- Santo Niño (Bo. 2)
- Sarabia (Bo. 8)
- Zone I (Pob.)
- Zone II (Pob.)
- Zone III (Pob.)
- Zone IV (Pob.)
- Zulueta (Bo. 7)